# Reva Beck Bosone

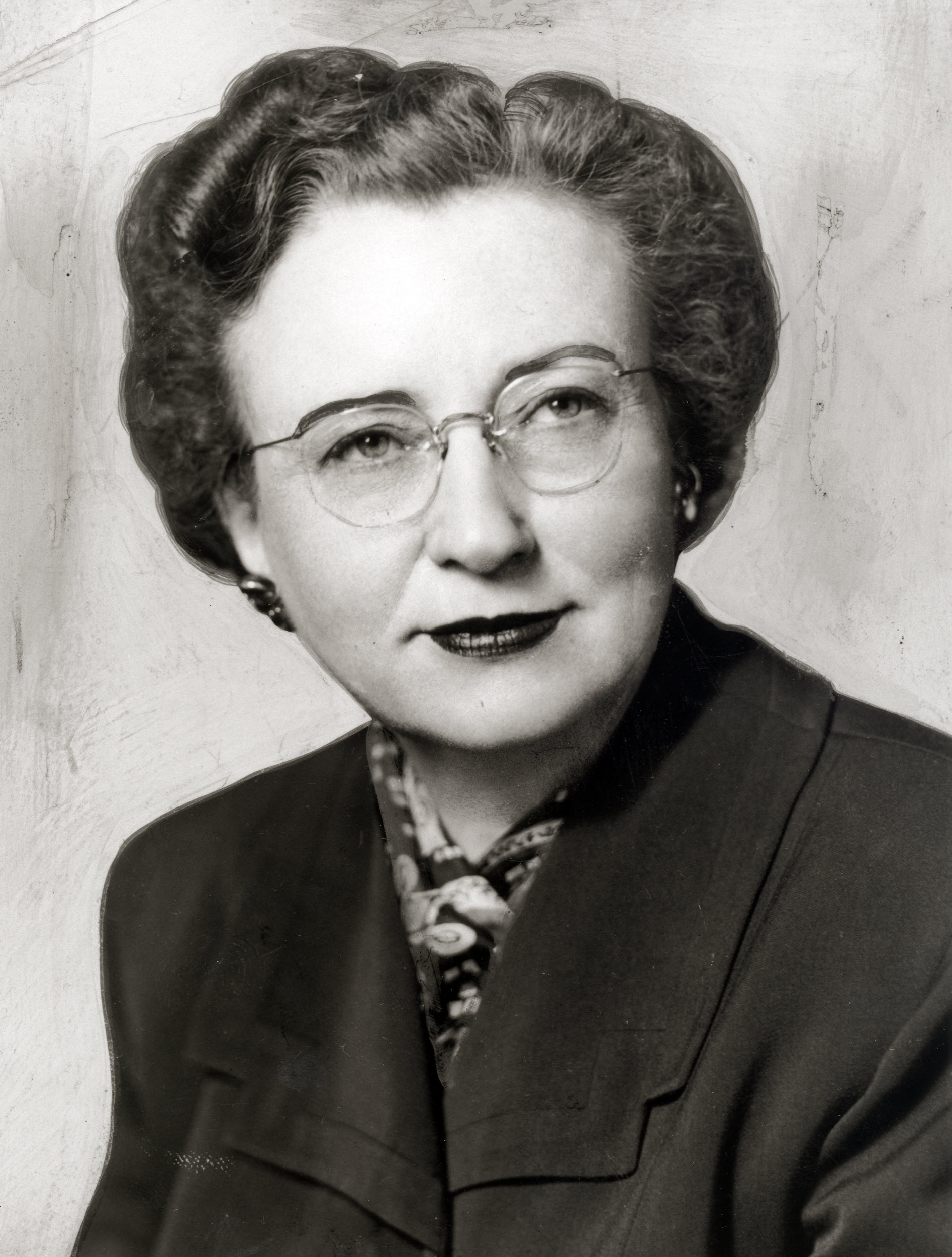
Reva Beck Bosone

Reva Zilpha Beck Bosone (* 2. April 1895 in American Fork, Utah; † 21. Juli 1983 in Vienna, Virginia) war eine US-amerikanische Politikerin. Zwischen 1949 und 1953 vertrat sie den zweiten Wahlbezirk des Bundesstaates Utah im US-Repräsentantenhaus.

## Frühe Jahre und politischer Aufstieg
Reva Bosone besuchte die öffentlichen Schulen ihrer Heimat und danach bis 1917 das Westminster Junior College. Es folgte bis 1919 ein Studium an der University of California in Berkeley (Kalifornien). Zwischen 1920 und 1927 arbeitete Bosone als High-School-Lehrerin. Danach studierte sie bis 1930 an der University of Utah Jura. Nach ihrer Zulassung als Rechtsanwältin praktizierte sie von 1931 bis 1933 in Helper im Carbon County und von 1933 bis 1936 in Salt Lake City.
Bosone wurde Mitglied der Demokratischen Partei. Zwischen 1933 und 1935 war sie Abgeordnete im Repräsentantenhaus von Utah und 1935 Fraktionsleiterin der demokratischen Abgeordneten. Von 1936 bis 1948 war sie Richterin in Salt Lake City. Während des Zweiten Weltkriegs war sie auch Vorsitzende des Women’s Army Corps Civilian Advisory Committee. Im Jahr 1945 fungierte sie als offizielle Beobachterin bei der Gründungsversammlung der Vereinten Nationen in San Francisco. In den Jahren 1947 und 1948 leitete Reva Bosone neben ihrer Richtertätigkeit noch einen Ausschuss der Regierung von Utah, der sich mit dem Alkoholismus befasste.

## Kongressabgeordnete
1948 wurde sie für den zweiten Wahlbezirk von Utah in das US-Repräsentantenhaus gewählt. Dort trat sie am 3. Januar 1949 die Nachfolge des  Republikaners William A. Dawson an. Nach einer Wiederwahl im Jahr 1950 konnte sie bis zum 3. Januar 1953 zwei Legislaturperioden im Kongress absolvieren. Bei den Wahlen des 1952 unterlag sie Dawson, der damit seinen alten Sitz wieder einnehmen konnte. Auch zwei Jahre später, im Jahr 1954, verlor sie bei einer erneuten Kandidatur gegen Dawson.
Auch nach dem Ende ihrer politischen Tätigkeit im Kongress blieb Reva Bosone politisch aktiv. In den Jahren 1952 und 1956 war sie Delegierte auf den jeweiligen Democratic National Conventions. Von 1957 bis 1960 war sie juristische Beraterin eines Unterausschusses im Kongress, der sich mit Erziehungsfragen und dem Arbeitsrecht befasste. Schließlich war sie von 1961 bis 1968 als Juristin beim Postministerium angestellt. Danach zog sie sich in den Ruhestand zurück, den sie in Virginia verbrachte. Dort ist sie im Jahr 1983 auch verstorben.